# Alburquerquei Eleonóra aragóniai királyné
Alburquerquei Eleonóra (Burgos, Kasztília, 1374. szeptember – Medina del Campo, Kasztília, 1435. december 16.), ragadványneve: la Ricahembra, spanyolul: Leonor Urraca de Castilla, katalánul: Elionor d'Alburquerque, olaszul: Eleonora d'Alburquerque, portugálul: Leonor Urraca de Castela. A kasztíliai Alburquerque grófnője a születése jogán. Aragónia, Valencia, Szicília és Szardínia királynéja 1412-től. A Burgund-Ivreai-ház tagja. I. Beatrix portugál királynő elsőfokú unokatestvére.

## Élete

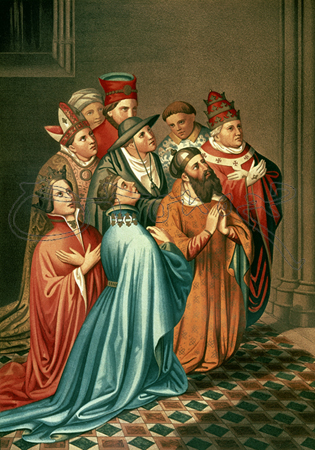
I. Ferdinánd király és Eleonóra királyné XIII. Benedek avignoni (ellen)pápa társaságában, Biblioteca Nacional, Madrid

Apja Kasztíliai Sancho (1342–1374) alburquerquei gróf, XI. Alfonz kasztíliai király természetes fia és I. Péter és II. Henrik kasztíliai királyok öccse. Édesanyja Beatrix portugál infánsnő, I. Péter portugál királynak  és Inês de Castro posztumusz portugál királynénak a lánya.
Apja halála után jött a világra. Bátyja, Ferdinánd (1373–1385) halála után örökölte meg az Alburquerque grófnője címet. 1393-ban feleségül ment elsőfokú unokatestvérének, I. János kasztíliai királynak a fiához, Ferdinánd kasztíliai infánshoz, aki a bátyjának, III. Henrik kasztíliai királynak a halála (1406) után a kiskorú unokaöccse, II. János kasztíliai király nevében annak anyjával, Lancastari Katalin királynéval együtt Kasztília régense lett.
1410-ben meghalt a férjének a nagybátyja, I. (Emberséges) Márton aragón király, és a rendezetlen aragóniai trónöröklés miatt öt jelölt is magának követelte az aragón trón, köztük Eleonóra férje, Ferdinánd kasztíliai régens is.
Kétéves küzdelem után végül Ferdinánd nyerte meg az aragón örökösödési háborút, és a Caspei megegyezés értelmében az aragón, a valenciai és a katalán rendek együttesen őt választották királlyá. A megválasztásában jelentős szerepet játszott az avignoni ellenpápa, XIII. Benedek, aki végül I. Ferdinánd trónjelöltségét támogatta. Ferdinándot és Eleonórát 1414. február 10-én koronázták aragón királlyá és királynévá Zaragozában. Miután Ferdinánd a törvényes római pápával szemben az ellenpápát támogatta, ezért Zsigmond magyar király 1415-ben személyesen látogatta meg Aragóniában a már nagy beteg királyt, hogy a nagy nyugati egyházszakadást megszüntesse. Zsigmondot a ma már Franciaországhoz tartozó Perpignanban, és betegsége miatt ágyban fogadta az aragón király, és Zsigmond 1415. szeptember 21-én szombat délután találkozott a királyi család tagjaival, köztük Eleonóra királynéval is. (a következő szöveg korabeli, XX. század eleji helyesírással és nyelvi stílussal íródott, így némileg eltér a mai változattól): „[...] Zsigmond elbúcsúzva Ferdinándtól, a királynét, leányát és Alfonso herceg feleségét látogatta meg. Beléptekor a királyi hölgyek az ajtóig mentek eléje. Zsigmond nagy tisztelettel köszöntötte őket és karját nyújtva a királynénak, helyéhez vezette. Helyet foglalva megkezdődött a társalgás. Zsigmond latinul beszélt, Alfonso herceg a tolmács szerepét vitte. A társalgás végeztével Zsigmond elbúcsúzott a hölgyektől és Alfonso kíséretében visszatért szállására.”
A következő év áprilisában azonban 35 évesen meghalt Ferdinánd király. Utóda elsőszülött fia, Alfonz lett V. Alfonz néven, és bár az új királyné Alfonz király felesége, Mária lett, Eleonóra özvegy királyné tekintélye és befolyása nem csökkent az udvarban.
1435. december 16-án szülőhazájában és férje szülővárosában, Medina del Campóban halt meg. Földi maradványait az aragón királyi család temetkezési helyén, a Poblet-kolostorban helyezték örök nyugalomra.

## Gyermekei
- Férjétől, I. Ferdinánd (1380–1416) aragón, szicíliai, mallorcai, szardíniai és valenciai királytól, Kasztília régensétől, 7 gyermek:
  - Alfonz (1394/96–1458), V. Alfonz néven aragón és nápolyi király, felesége Trastamara Mária kasztíliai királyi hercegnő (1401–1458), gyermekük nem született, 5 természetes gyermek, többek között:
    - (Giraldona Carlino úrnővel folytatott viszonyból): I. Ferdinánd nápolyi király (1423–1494)

  - Mária (1396 körül–1445), férje II. János kasztíliai király (1405–1454), 4 gyermek, többek között:
    - IV. Henrik kasztíliai király (1425–1474)

  - János (1398–1479), II. János néven navarrai és aragón király, 1. felesége I. Blanka navarrai királynő (1387–1441), 4 gyermek, 2. felesége Juana Enríquez (1425 körül–1468), 4 gyermek+8 természetes gyermek, többek között:
    - (1. házasságából): IV. Károly navarrai király (1421–1461)
    - (1. házasságából): I. Eleonóra navarrai királynő (1426–1479)
    - (2. házasságából): II. Ferdinánd aragóniai király (1452–1516)
    - (2. házasságából): Idősebb Aragóniai Johanna nápolyi királyné (1455–1417), férje I. Ferdinánd nápolyi király (1423–1494), l. fent, 2 gyermek

  - Henrik (1400–1445), I. Henrik néven villenai herceg, alburquerquei gróf és sogorbi úr, 1. felesége Trastamarai Katalin (1403–1439) kasztíliai infánsnő, 1 fiú, 2. felesége Pimentel Beatrix benaventei grófnő (1416 körül–1490), 1 fiú, többek között:
    - (2. házasságából): II. Henrik sogorbi herceg (1445–1522)

  - Eleonóra (1402/05–1445), férje Eduárd portugál király (1391–1438), 9 gyermek, többek között:
    - Portugáliai Eleonóra (1434–1467), férje III. Frigyes német-római császár (1415–1493), 5 gyermek, többek között:
      - I. Miksa német-római császár (1459–1519)

    - Portugáliai Johanna (1439–1475), férje IV. Henrik kasztíliai király (1425–1474) (l. fent), 1 leány:
      - I. Johanna kasztíliai királynő (1462–1530)

  - Péter (1406 körül–1438), Noto hercege
  - Sancho (1410 körül–1416/17), Calatravai és Alcántarai Rend nagymestere